# شون لورانس
شون لورانس (بالإنجليزية: Sean Lawrence)‏ هو لاعب كرة قاعدة أمريكي، ولد في 2 سبتمبر 1970 في أوك بارك في الولايات المتحدة.